# Kel Assouf
Kel Assouf é um grupo musical de blues rock fundado em 2006 em Bruxelas pelo artista tuareg Anana Harouna, proveniente do Níger.

## Biografia
Kel Assouf foi criado pelo músico nigerino Anana Harouna a sua chegada em Bélgica no 2006. A banda publica o seu primeiro album Tin Hinane em 2010 com a colaboração de músicos provenientes de Níger, Mauritania, Ghana, França, Mali e Argélia .
O segundo album Tikounen sai em 2016 com o tunecino Sofyann Ben Youssef (AMMAR 808) como produtor artístico. O grupo recebe o prêmio ao melhor album na categoria Música do Mundo dos Octaves da musique em 2017.

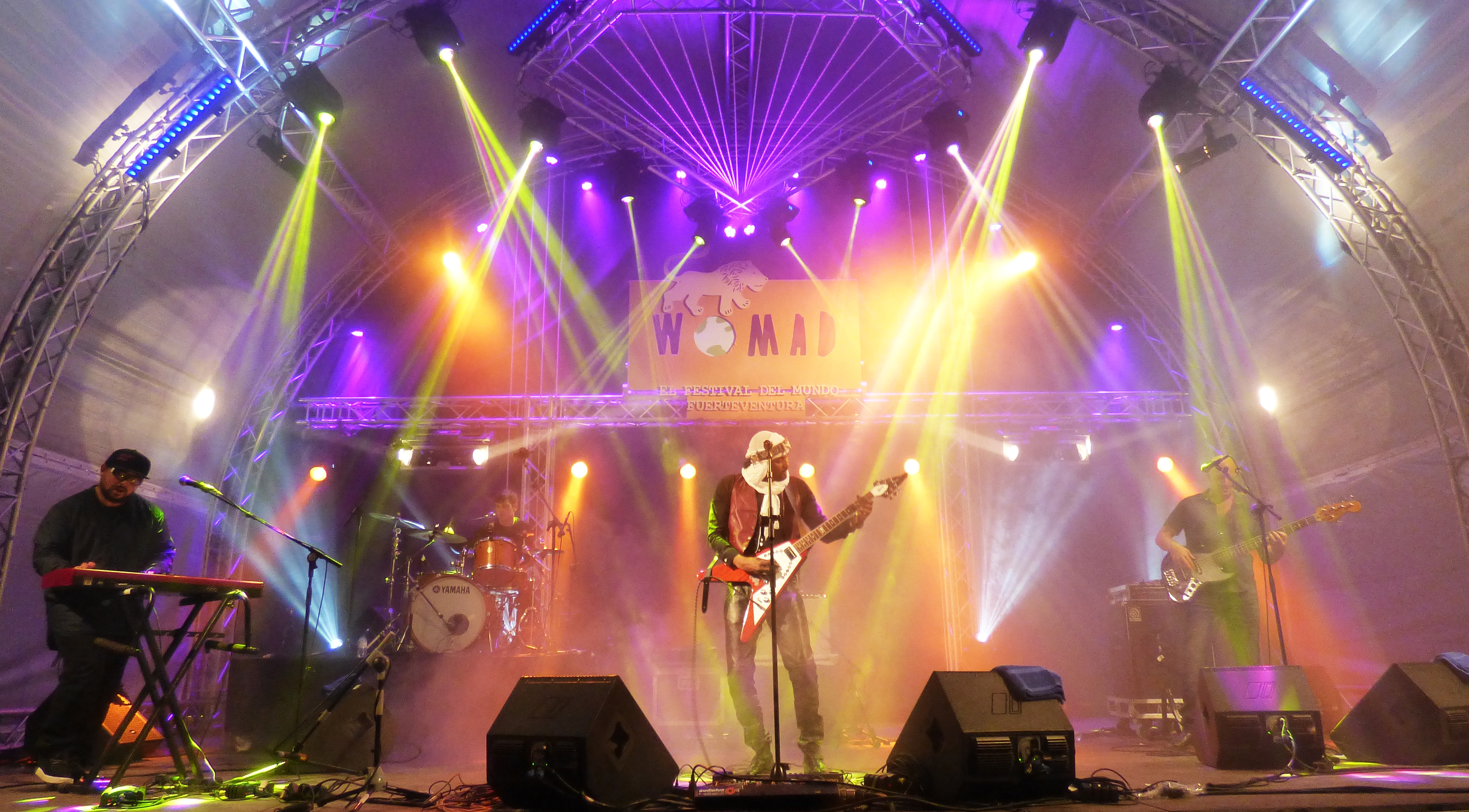
Concerto de Kel Assouf no Womad Fuerteventura em 2016.

Em 2019 publica-se seu terceiro álbum Black Tenere sob o selo musical de Glitterbeat Records.

## Discografia
2010 : Tin Hinane (Igloo Records).
2016: Tikounen (Igloo Records / SOWAREX).
2019: Black Tenere (Glitterbeat).